# Kosakowo (Puck)
Kosakowo (deutsch Kossakau, kaschubisch Kòsôkòwò) ist ein Dorf und Sitz der gleichnamigen Landgemeinde im Powiat Pucki (Powiat Putzig) der polnischen Woiwodschaft Pommern. 

## Geographische Lage
Die Ortschaft liegt im ehemaligen Westpreußen, in der Nähe der Zatoka Pucka (Putziger Wiek), etwa sieben Kilometer ostnordöstlich der Stadt Rumia (Rahmel).

## Geschichte

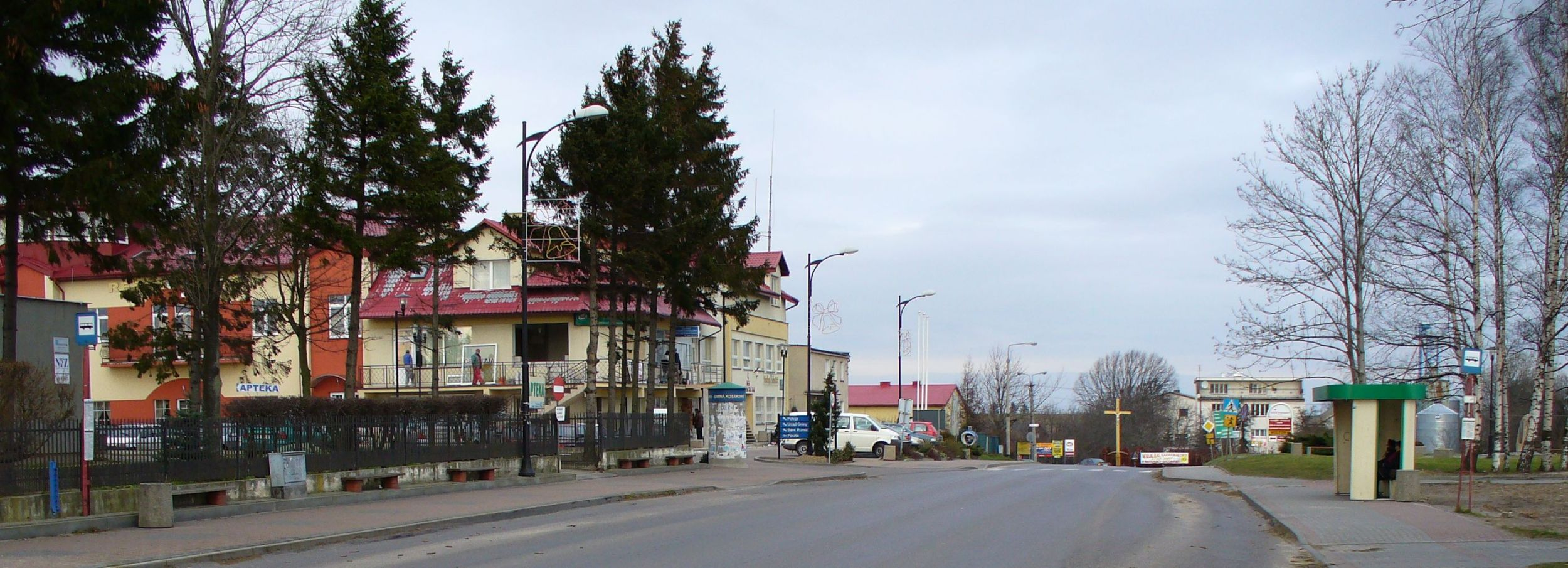
Dorfstraße

Laut einer Urkunde vom 23. April 1224 erhielt das Kloster Oliva das Dorf Kossakau von dem pommerellischen Herzog Swantopolk II. geschenkt, was dieser am 9. August 1235 bestätigte. Am 25. November 1289 bestätigte Herzog Mestwin II. dem Kloster Oliva den Besitz von Kossakau (Cosacoviz). Noch 1663 gehörte Kossakau (Kossakowo) dem Kloster Oliva.
Administrativ gehörte Oliva zum Burgbezirk Danzig, der 1309 in den Besitz des Deutschordensstaats gekommen war. 1440 schloss sich Danzig dem gegen den Deutschen Orden opponierenden Preußischen Bund an und 1466 freiwillig dem autonomen, unter der Schirmherrschaft der polnischen Krone stehenden Preußen Königlichen Anteils.  
Durch die Erste Teilung Polen-Litauens 1772 wurde das Gebiet um Putzig und Neustadt von Preußen annektiert. Im Jahr 1785 wird Kossaken oder Kossakau als ein königliches Dorf mit 12 Feuerstellen (Haushaltungen) bezeichnet.
Bis 1919 gehörte Kossakau zum Landkreis Putzig im Regierungsbezirk Danzig der Provinz Westpreußen des Deutschen Reichs. 
Nach dem Ersten Weltkrieg musste die Region mit Wirkung vom 20. Januar 1920 aufgrund der Bestimmungen des Versailler Vertrags zum Zweck der Einrichtung des Polnischen Korridors an Polen abgetreten werden. Durch den Überfall auf Polen 1939 kam das völkerrechtswidrig annektierte Gebiet des Polnischen Korridors zum Deutschen Reich und gehörte bis 1945 zum Reichsgau Danzig-Westpreußen.
Nach dem Zweiten Weltkrieg besetzte im Frühjahr 1945 die Rote Armee die Region. In der darauf folgenden Zeit wurden deutsche Dorfbewohner von den polnischen Behörden vertrieben.

## Bevölkerungsentwicklung
| Jahr | Einwohner | Anmerkungen   |
| ---- | --------- | ------------- |
| 1864 | 294       | [ 6 ]         |
| 1871 | 311       | in 31 Häusern |
| 1905 | 285       | [ 8 ]         |
| 1910 | 272       | [ 9 ]         |